# Русіново (Свідвинський повіт)
Русіново (пол. Rusinowo) — село в Польщі, у гміні Свідвин Свідвинського повіту Західнопоморського воєводства.
Населення — 449 осіб (2011).

## Демографія
Демографічна структура станом на 31 березня 2011 року:
|          | Загалом | Допрацездатний вік | Працездатний вік | Постпрацездатний вік |
| -------- | ------- | ------------------ | ---------------- | -------------------- |
| Чоловіки | 214     | 48                 | 154              | 12                   |
| Жінки    | 235     | 59                 | 127              | 49                   |
| Разом    | 449     | 107                | 281              | 61                   |